# Subaru B9 Scrambler
Subaru B9 Scrambler est une automobile de Subaru. C'est un classique, la voiture de sport ouverte. Ses 4.2 mètres (165.4 pouces) de long, deux places, alimenté par un moteur hybride de 140 ch (de 104 kW). La conception est faite par Andreas Zapatinas.
Le moteur est un 2,0 litres 4 cylindres hybride. La hauteur de tour peut être ajustée par une suspension pneumatique auto régulée.
On a d'abord montré cette voiture de concept au Salon automobile de Tokyo. Il a été conçu avec l'influence de l'héritage d'avion de Subaru, avec la fin de devant semblant ressembler à la section mutuelle d'un avion de ligne, avec une consommation à réaction centrale et des ailes. Les panneaux inférieurs du B9 sont la bosselure résistante.